# مانتی کالینز
مانتی کالینز (انگلیسی: Monte Collins؛ ‏ ۳ دسامبر ۱۸۹۸ – ۱ ژوئن ۱۹۵۱) بازیگر و فیلم‌نامه‌نویس اهل ایالات متحده آمریکا بود.
از فیلم‌هایی که وی در آن‌ها نقش داشته‌است، می‌توان به بز دردسرساز، مهمان‌نوازی ما، به خنده‌ات ادامه بده، مردان، ۴۵ دقیقه از هالیوود و باک بانی دوباره می‌راند اشاره نمود. وی در نگارش برخی شوخی‌های آخرین فیلم لورل و هاردی به نام آتول کا نیز مشارکت داشت.